# مواد زیست‌تقلید
مواد زیست‌تقلید یا مواد بایومیمتیک (به انگلیسی: Biomimetic materials)، موادی هستند که با الهام از طبیعت توسعه یافته‌اند. از این مواد می‌توان در طراحی و ساخت مواد کامپوزیتی بهره گرفت. از جمله نمونه‌های قابل توجه این ساختارها می‌توان به: ساختار کندوی عسل، مقاومت تارهای عنکبوت، مکانیزم پرواز پرندگان و … اشاره کرد. کلمه Biomimetic ریشه یونانی دارد؛ Bio به معنای «زیست» و «زندگی» و Mimetikos به معنای «تقلید کردن» است.

### عضلات مصنوعی بایومیمتیک
الکترواکتیو پلیمرها مواد پلیمری هستند و می‌توانند در میدان الکتریکی تغییر شکل بزرگی ایجاد کنند؛ به طوری که دانشمندان به کمک این ویژگی توانستند به تکنولوژی ساخت ماهیچۀ مصنوعی برسند. به عنوان مثال می‌توان به ساخت ماهیچه مصنوعی پنوماتیکی اشاره کرد.

### ساختارهای فوتونیک مواد بایومیمتیک
تولید رنگ‌های ساختاری به مجموعه‌ای گسترده از ارگانیسم‌ها مرتبط است. ارگانیسم‌های مختلف مکانیسم‌های مختلفی برای تولید ساختارهای مختلف انواع رنگ‌ها دارند، این ویژگی در برخی حشرات و گیاهان از جمله شکم کرم آفتابی، که از یک سیستم سه‌لایه شامل پوست، لایه فتوژنیک و لایه بازتابنده، تشکیل شده، مشهود است.
این شواهد سبب شد تا دانشمندان با الهام گرفتن از طبیعت، یک فیلم مصنوعی از دانه‌های متشکل از مهره‌های سیلیکای خالی با قطر حدود ۱٫۰۵ میکرومتر، به همراه یک شاخص هماهنگ با بازتاب بالا برای بهبود انتشار نور در سیستم‌های تابناکی شیمیایی بسازند.

### آنزیم‌های مصنوعی
آنزیم‌های مصنوعی مواد ترکیبی هستند که می‌توانند عملکرد یک آنزیم طبیعی را تقلید کنند، بدون این که لزوماً یک پروتئین باشند. در این میان، برخی از نانوموادها برای تقلید آنزیم‌های طبیعی مورد استفاده قرار می‌گیرند. این نانوموادها به عنوان نانوزایمها شناخته می‌شوند؛ نانوزایم‌ها نیز، به همراه سایر آنزیم‌های مصنوعی در زمینه‌های گسترده‌ای کاربرد دارند؛ از جمله این کاربردها می‌توان به کاربرد آن‌ها در زمینه بیوسنسینگ و ایمونواسی، رشد سلول‌های بنیادی و حذف آلاینده‌ها اشاره کرد.

### کامپوزیت‌های بایومیمتیک
کامپوزیت‌های بایومیمتیک نیز، با الگوبرداری از ساختارهای طبیعی تولید شده‌اند. ساختارهای موجود در اندام‌های مختلف حیوانات و گیاهان، مورد مطالعه قرار گرفته و مایه الهام دانشمندان در تولید ساختارهای کامپوزیتی بوده‌اند. برای تولید این ساختارها، تکنیک‌های پیشرفته تولید مانند چاپ سه بعدی توسط پژوهشگران مورد استفاده قرار می‌گیرند. از نمونه‌های این کامپوزیت‌ها می‌توان به برخی کامپوزیت‌های دندانی اشاره کرد.

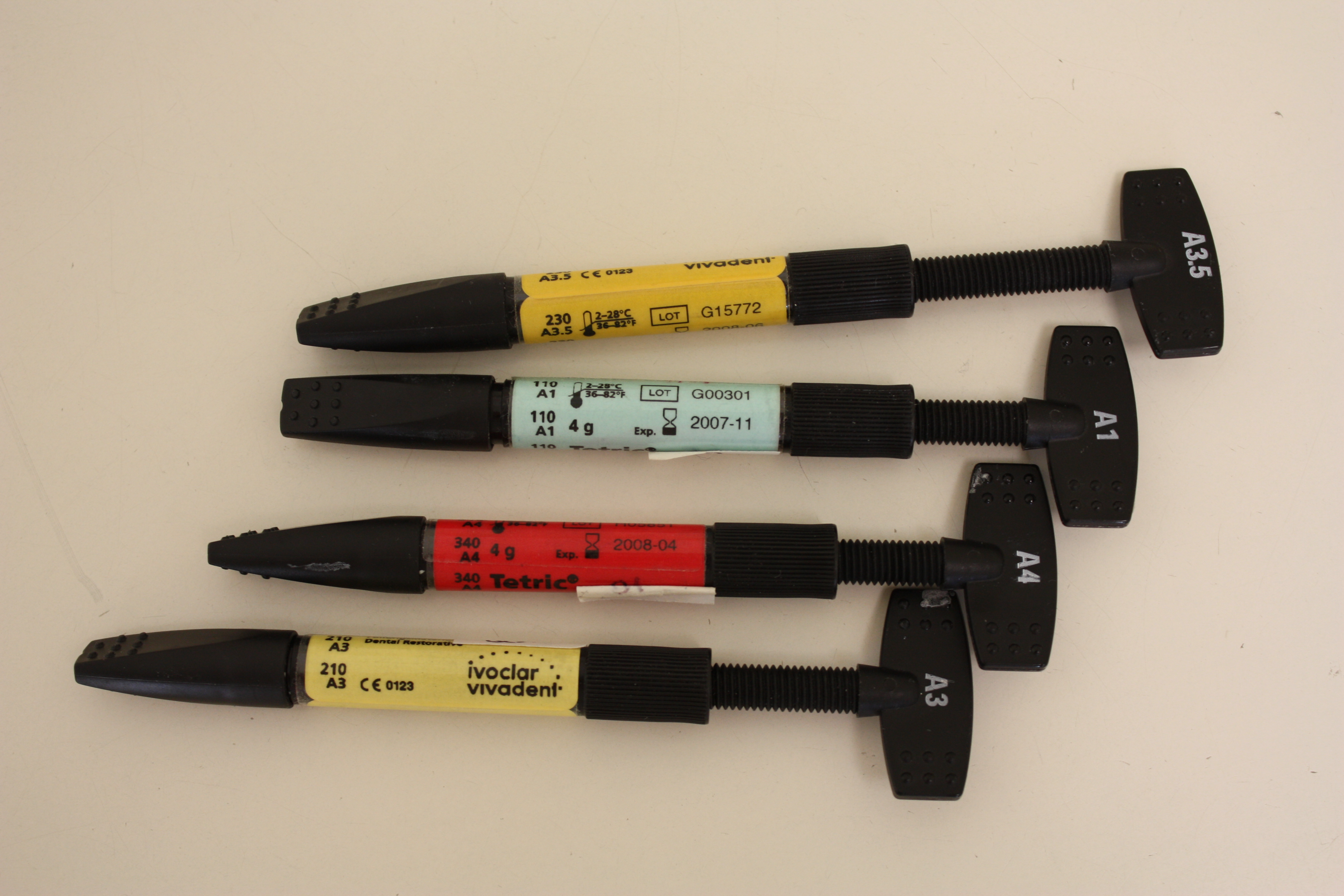
کامپوزیت دندانی ساخته‌شده و آماده مصرف

### سطوح خود تمیزکننده

#### لاک حلزون
لاک حلزون ویژگی‌هایی است که می‌تواند خودش را تمیز کند. لاک حلزون از ترکیب‌هایی از آراگونیت و پروتئین تشکیل شده، و همچنین سطح بالایی پوسته حلزون با یک لایه پروتئین پوشانده شده است. سطح بالایی پوسته حلزون، ساختاری سخت دارد که شامل سلول‌های خطی به فواصل ۰٫۱ الی ۰٫۵ میلی‌متر است. همین امر باعث شد که دانشمندان با استفاده از ویژگی کلیدی خودتمیزکنندگی پوسته حلزون که درواقع همان خاصیت بساآب‌گریزی (مقاومت سطح در برابر مرطوب شدن) آن است بهره ببرند و با الهام از لاک حلزون، مواد بایومیمتیکی مانند کاشی‌های سرامیکی، لوازم بهداشتی و … بسازند.
لازم است ذکر شود که از این مواد در سرویس‌های بهداشتی، آشپزخانه‌ها و حمام‌ها استفاده می‌شوند.

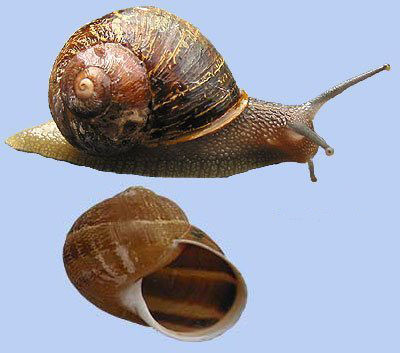
ساختار لاک حلزون

##### پوست کوسه

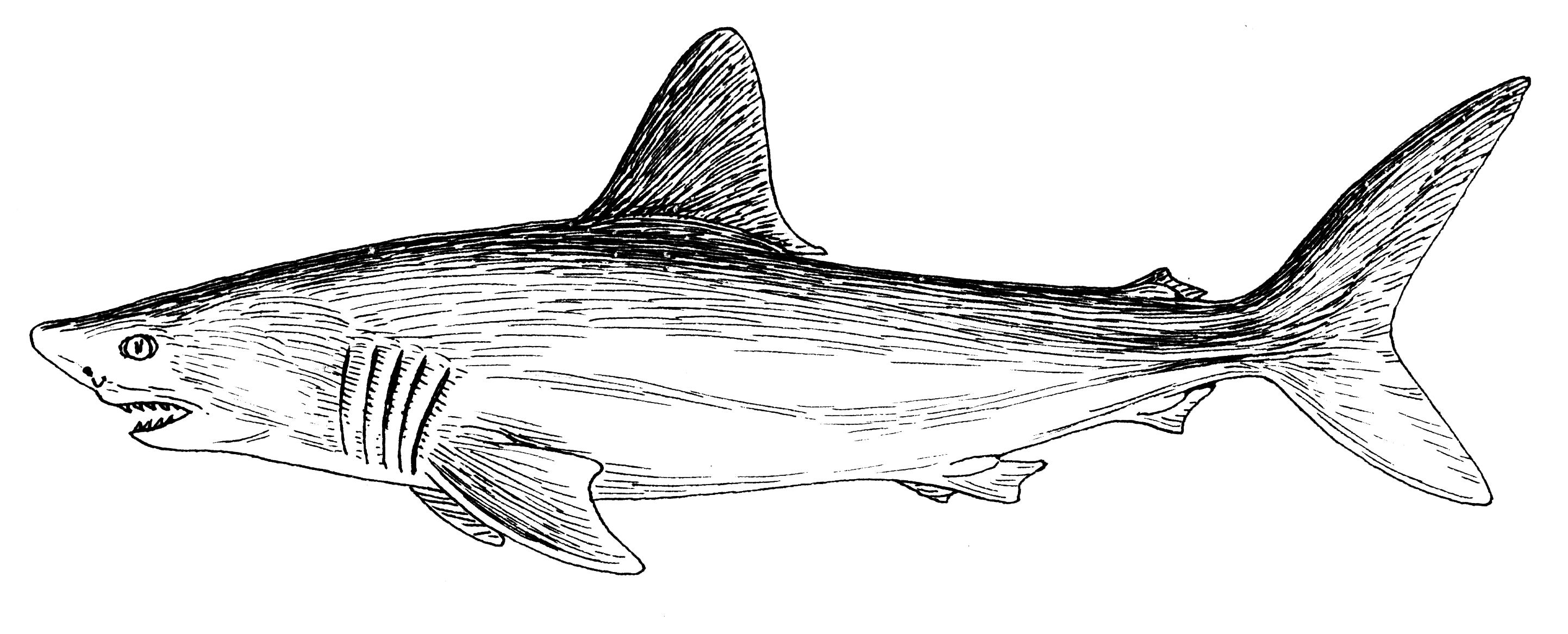
ساختار پوست کوسه و نحوه قرارگیری Dermal denticle

پوست کوسه یک الگوی شناخته شده برای سطوح خودتمیزکننده، با چسبندگی کم است. پوست کوسه شامل یک غشای دندانه‌ای در ابعاد بسیار کوچک به نام Dermal denticle است که به صورت موازی و در جهت حرکت کوسه قرار گرفته است. در هنگام حرکت سریع کوسه در آب، جریان‌هایی بر روی سطح پوست کوسه ایجاد می‌شوند که باعث تنش برشی بالا در سرتاسر سطح می‌شوند. پوست کوسه به واسطه ساختاری که دارد، تنش‌های برشی وارد بر بدن کوسه را دفع می‌کند؛ همین امر سبب کاهش نیروی پسار شده و کوسه می‌تواند به سرعت و کارایی بالاتری در آب حرکت کند.
همین امر سبب شد تا دانشمندان از ساختار پوست کوسه در ساخت مواد بایومیمتیک برای بکارگیری در لباس‌های شنا، سطوح کشتی، هواپیماها، و اجزاء توربین بادی استفاده کنند.

### ویژگی‌های فیزیکی مواد بیومیمتیک و مهندسی بافت اسکلتی-عضلانی
سه نوع متداول از مواد بایومیمتیک که بر اساس ویژگی‌های بیوفیزیکی برای سیستم عضلانی-اسکلتی طراحی شده‌اند، عبارتند از: بیومتریال انعطاف‌پذیر و کشسان (الاستیک)، بیومتریال سخت و بیومتریال نرم.

#### بیومتریال انعطاف‌پذیر و کشسان (الاستیک)
از نظر ویژگی‌های مکانیکی، بافت‌های منیسک داخلی، تاندون و رباط در سیستم اسکلتی-عضلانی انعطاف‌پذیر هستند و به عنوان بافت‌های. کشسان (الاستیک) محسوب می‌شوند. اما این بافت‌ها در صورت آسیب، نسبت به بقیه بافت‌ها در بدن، دیرتر ترمیم می‌شوند؛ چراکه اکسیژن و مواد مغذی دیگر در طی مدت زمان بیشتری می‌توانند تا این بافت‌ها را ترمیم کنند. همچنین یه دلیل ظرفیت پایین درمانی در این بافت‌ها، در صورت وقوع آسیب، روش‌های جراحی اعمال می‌شوند که شامل خودپیوندی و پیوندهای دیگر می‌شوند؛ اما به دلیل محدودیت‌های این روش‌ها، نظیر شکست پیوند و مشکلات اجتناب‌ناپذیر دیگر، مهندسین بیومکانیک و بیومواد، دست به کار شدند و روش‌هایی مطرح کردند. برای مثال یکی از روش‌هایی که مطرح شد، استفاده از ترکیب فایبر/کلاژن برای ایجاد یک ساختار با ویژگی الاستیک بالا بود.

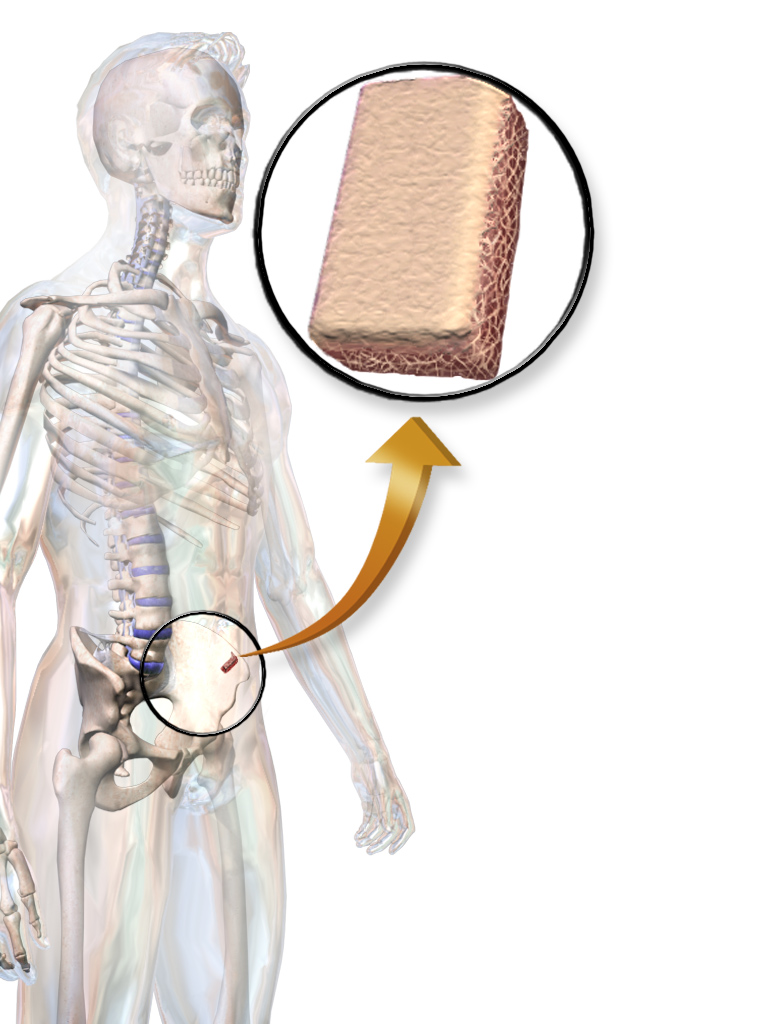
تصویری که خودپیوند استخوان را به تصویر می‌کشد

#### بیومتریال سخت

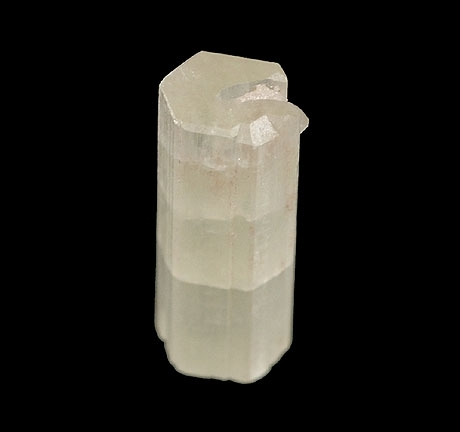
نمومه‌ای از بلور هیدروکسی‌آپاتیت

بافت استخوانی یکی از اجزای مهم سیستم اسکلتی-عضلانی است که درهنگام آسیب نیاز به استفاده از مواد مهندسی‌شده و سخت دارد تا بتواند وظیفه بافت استخوانی در بدن را انجام دهد. امروزه در استفاده‌های مختلفی که در کارهای ارتوپدی می‌شود، از مواد متنوع با ویژگی‌ها و گاه معایب خاص خود بهره گرفته می‌شود. اولین بیومتریال‌های سخت برای استفاده در بافت‌های سخت، سرامیک‌ها و شیشه‌های زیستی بودند. سپس، بیومتریال‌های جذب‌پذیر و سازگار با محیط بدن مانند مواد مبتنی بر سولفات کلسیم و فسفات کلسیم ظاهر شدند. ترکیبات مختلفی از کلسیم و فسفات برای کاربردهای ارتوپدی مختلف مورد مطالعه و استفاده قرارگرفتند؛ به عنوان مثال سیمان استخوانی یکی از موادی بود که توسط مهندسان و دانشمندان ارائه شد. همچنین، به عنوان نتیجه‌ای از تجزیه و تحلیل این مواد بدست آمد، سولفات، فسفات، و کلسیم بخشی از یون‌های موجود در بدن انسان هستند و از این حیث بی‌خطر می‌باشند. از جمله انواع مختلف شناخته شده کلسیم فسفات، هیدروکسی‌آپاتیت(Ca10(PO4)6(OH)2) است که نقش بسزایی دارد؛ به همین دلیل، محققان از ترکیبات متنوع هیدروکسی‌آپاتیت به همراه پلیمرهای زیست تخریب‌پذیر طبیعی یا مصنوعی برای ایجاد چارچوب‌های ترکیبی استفاده می‌کنند؛ لازم است ذکر شود که این چارچوب‌های ترکیبی در بافت‌های سخت استخوانی-غضروفی مورد استفاده قرار می‌گیرند.

#### بیومتریال نرم
بیومتریال نرم شامل برخی از بیوموادهای طبیعی و سنتزی هستند که برای استفاده در بافت‌های نرم به کار می‌روند تا ساختارهایی برای سیستم اسکلتی-عضلانی نظیر عضله و غضروف ایجاد کنند. مواد طبیعی متداولی که در بافت‌های نرم سیستم اسکلتی-عضلانی به کار می‌روند شامل انواع کلاژنها، ژلاتینها، اسید هیالورونیکها، کیتوسانها و شبکه‌های برون‌یاخته‌ای می‌شوند. به‌طور خاص، ساختارهای هیدروژل و اسفنج‌های ساخته شده از آلژینات، آگاروز، کلاژن، هیالورونان، ژل فیبرین، پلی‌گلایکولیک اسید (PGA) و پلی‌لاکتیک اسید (PLA) در مهندسی بافت غضروف به‌کار گرفته می‌شوند.